# Lesney Products

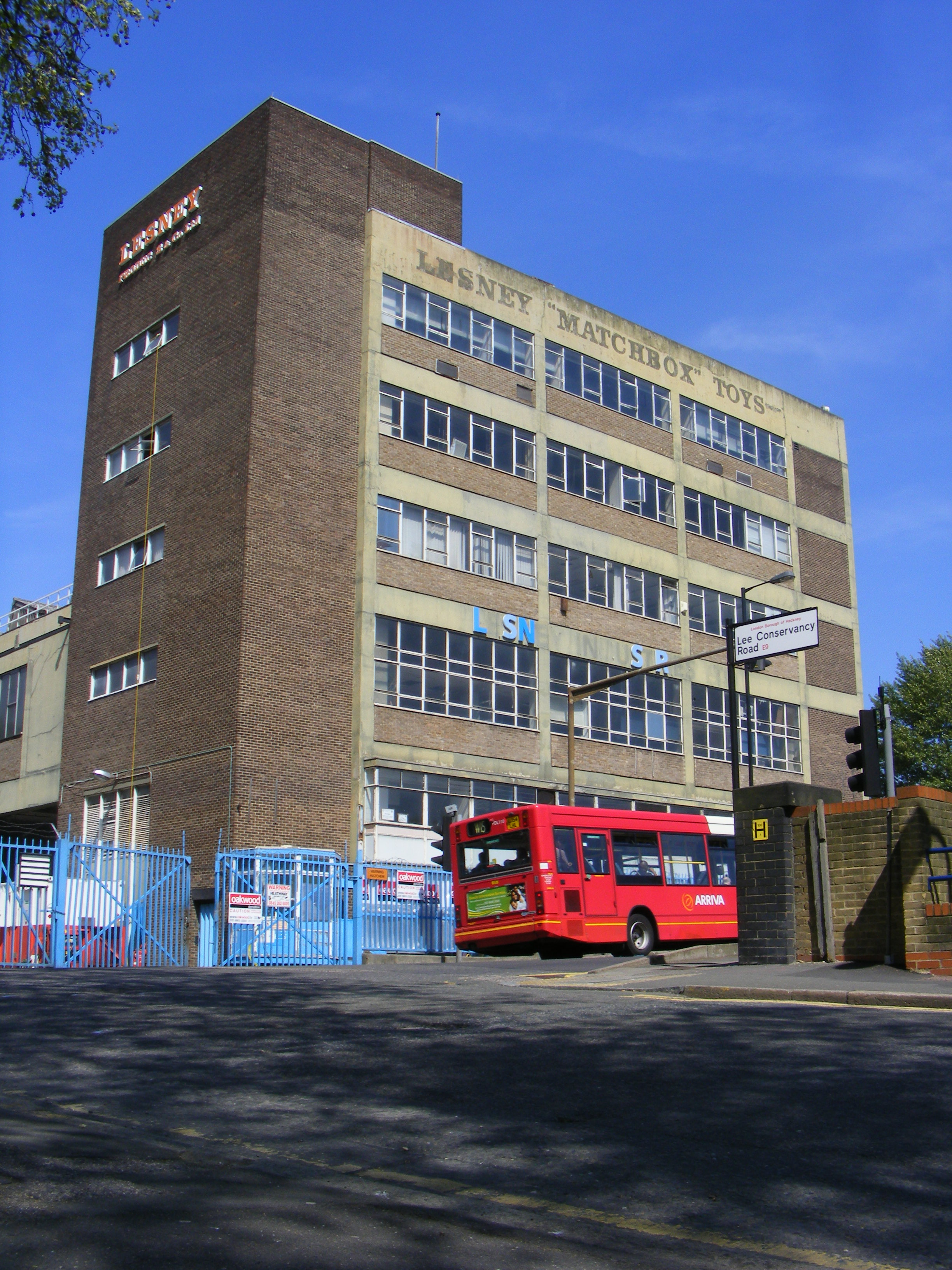
Das für die Olympischen Spiele 2012 abgerissene ehemalige Gebäude von 'Lesney Products' in London (2009)

Das Unternehmen Lesney Products & Co. Ltd. war ein 1947 gegründeter britischer Industriekonzern, der ab 1953 vor allem als Spielwarenhersteller mit der Marke Matchbox weltweit bekannt wurde.
Das Unternehmen bestand bis zum 11. Juni 1982, ehe es nach einem operativen Verlust von 15 Millionen US-Dollar bankrottging.

## Geschichte
Die Gründung von Lesney Products erfolgte am 19. Juni 1947  durch die beiden Schulfreunde Leslie Smith und Rodney Smith. Sie kauften dafür den ehemaligen Pub The Rifleman im Londoner Stadtteil Edmonton. Aus den Vornamen der beiden setzte sich dabei die Unternehmensbezeichnung zusammen, der Namenszusatz Products wurde gewählt, weil noch nicht klar war, welche Produkte genau produziert werden sollten. Ende des Jahres erwarben die beiden einige Druckguss-Maschinen und arbeiteten damit als Zulieferer für Zinkguss-Bauteile für die Maschinenbau-Industrie. 1948 stieß Jack Odell – anfangs nur als Untermieter mit seiner eigenen Modellbauwerkstatt – zu der noch sehr kleinen Firma, deren vollwertiger Partner er später wurde. Bis 1950 wuchs die Kapazität des noch kleinen Unternehmens weiter an, ehe die britische Regierung infolge des Ausbruchs des Koreakrieges Beschränkungen für die Verwendung von Zink für nicht-essentielle Produkte auferlegte und Lesney sich auf die Herstellung von Kriegsmaterialien konzentrieren musste. Nach dem Krieg führte eine Besonderheit im britischen Steuerrecht, bei der die Lagerbestände eines Unternehmens am 1. Januar eines Jahres als Bemessungsgrundlage für die zu zahlende Unternehmenssteuer herangezogen wurde, dazu, dass Industrie-Zuliefererbetriebe wie Lesney in den letzten Monaten eines Jahres praktisch keine Aufträge mehr bekamen. Man konzentrierte sich angesichts des bevorstehenden Weihnachtsgeschäftes deshalb auf die Herstellung von Spielzeug, um die Maschinen weiterhin auszulasten, und begann, die Marke Matchbox am Markt zu implementieren.
Der Firmen-Mitbegründer Rodney Smith verließ 1952, kurz vor der ersten Hochphase, nach Differenzen mit seinen Geschäftspartnern das Unternehmen. Der erste große Erfolg für die neuen Zinkguss-Spielzeuge von Lesney im Spielwarenmarkt gelang im vorweihnachtlichen Geschäft 1952/53 mit einem Miniaturmodell der Krönungskutsche von Königin Elisabeth II. Nachdem bereits im Jahr 1951 eine große Version dieses Modells produziert wurde, das jedoch mit dem Tod von König Georg VI. geändert werden musste, entschied man sich bei Lesney, das deutlich erfolgreichere kleine Modell erneut auf den Markt zu bringen. Von der sogenannten Small Coronation Coach wurden dabei über eine Million Exemplare verkauft, eine für die damalige Zeit sensationell hohe Auflage.

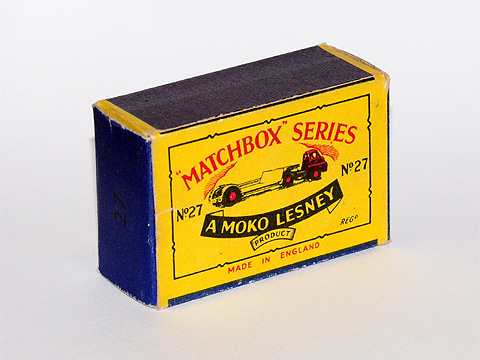
Eine frühe Moko-Box für Nr. 27a Low Loader

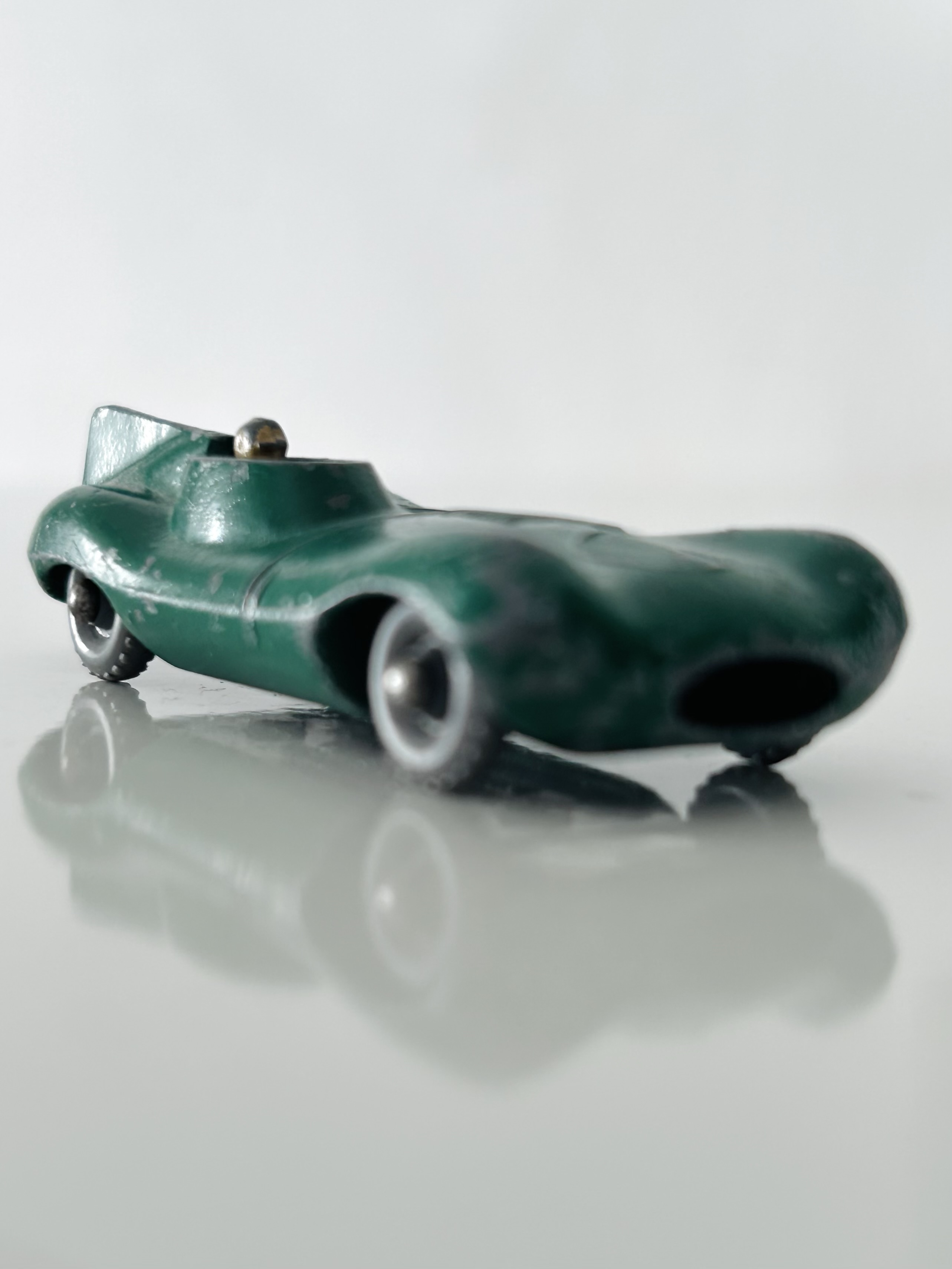
Jaguar D-Type, 1/87-Modell aus den 1950er-Jahren

Mit dem Gewinn aus den Verkäufen wurde die Produktion der kleinen Matchbox-Modelle finanziert, und bald darauf stieß der gebürtige Fürther Moses Kohnstam, einer der Mitbegründer des deutschen Spielwarenhandelshauses M. Kohnstam & Co. (kurz Moko) als Experte für Finanzierung, Logistik, Lagerung und Verpackung zum Unternehmen. Er war bereits seit dem frühen 20. Jahrhundert mit seinem Unternehmen in England tätig und entwarf gemeinsam auf Basis einer tschechischen Streichholzschachtel der Marke Norvic Matches die frühen ersten Boxen für Lesney. Darauf stand neben dem Namen Lesney auch sein Kürzel Moko.
Nach den überaus erfolgreichen 1950er, 1960er und 1970er Jahren, in denen noch 1979 zwischen fünf und sechs Millionen Spielzeuge pro Woche hergestellt wurden, ging die Firma Lesney Products Ltd. am 11. Juni 1982 nach einem operativen Verlust von 15 Millionen US-Dollar  bankrott. Gründe dafür waren unter anderem eine stärker werdende Konkurrenz und nachlassendes Interesse an handlichem Spielzeug ohne Batteriebetrieb. Der Markenname Matchbox wurde daraufhin an Universal Toys verkauft und ging am 6. Mai 1992 in den Besitz von Tyco Toys über. Nach einem weiteren Verkauf 1997 befindet sich der Markenname Matchbox bis heute im Besitz von Mattel.

## Produkte
Das Hauptvolumen von Lesney bildete ab 1953 die Produktpalette der Matchbox-Autos, die unter verschiedenen Marken bis heute produziert werden.
Die in der Anfangszeit von 1948 bis 1953 (mit Ausnahmen bis 1955) produzierten Pre-Matchbox-Modelle aus dem Hause Lesney sind heute unter dem Namen Early Lesney Toys sehr rar und entsprechend gesucht und teuer. Zu den Modellen zählen Großmodelle von Zementmixern, eine Soap Box Racer genannte Seifenkiste sowie verschiedene Figuren, darunter Muffin The Mule aus der gleichnamigen britischen Fernsehserie. Einige Großmodelle von Lesney wie der Massey Harris Tractor von 1954 wurden später im kleineren Matchbox-üblichen Maßstab Bestandteil der Matchbox Regular Wheels-Serie.
Weitere Produkte ohne Fahrzeugbezug waren unter anderem eine Brotpresse für Fischköder, die ab 1954 produziert wurde, und ein Brieföffner aus dem Jahr 1962.